# Асаф
Асаф е израелска порода овца с направление за мляко и месо.

## Разпространение
Породата е разпространена в Израел. От страната са изнасяни овце за Испания, Португалия, Чили и Перу. Овце от породата отглеждани в Испания са внесени и в България. 

## История
Породата е създадена през 1955 г. от изследователски колектив на Израелската селскостопанска изследователска организация (A. R. O) (на английски: Israeli Agricultural Research Organization). Целта на учените била да се подобри плодовитостта на овцете от породата Аваси. Породата е създадена при кръстосване на Аваси с Източнофризийска овца като 3/8 от гените са на Източнофризийската овца, а 5/8 на Аваси. Получената кръстоска се налага като най-добрата порода за производство на мляко и месо с добър кланичен рандеман и отлични вкусови качества.

## Характеристика на породата
В Израел овцете се агнят по три пъти на всеки две години. Годишният млеконадой е 450 литра, а средната млечност на контролираните овце от породата отглеждани при интензивен режим на производство е 334 литра мляко за лактация от 220 дена със 7,2% масленост и 5,5% протеин.